# Kanton Châteauneuf-en-Thymerais
Der Kanton Châteauneuf-en-Thymerais war bis 2015 ein französischer Wahlkreis im Arrondissement Dreux, im Département Eure-et-Loir und in der Region Centre-Val de Loire; sein Hauptort war Châteauneuf-en-Thymerais.
Der 14 Gemeinden umfassende Kanton war 294,31 km² groß und hatte 10.909 Einwohner (Stand: 2012).

## Gemeinden
| Gemeinde                    | Einwohner | Code postal | Code Insee |
| --------------------------- | --------- | ----------- | ---------- |
| Ardelles                    | 162       | 28170       | 28008      |
| Le Boullay-les-Deux-Églises | 213       | 28170       | 28053      |
| Châteauneuf-en-Thymerais    | 2423      | 28170       | 28089      |
| Favières                    | 414       | 28170       | 28147      |
| Fontaine-les-Ribouts        | 209       | 28170       | 28155      |
| Maillebois                  | 917       | 28170       | 28226      |
| Puiseux                     | 113       | 28170       | 28312      |
| Saint-Ange-et-Torçay        | 277       | 28170       | 28323      |
| Saint-Jean-de-Rebervilliers | 181       | 28170       | 28341      |
| Saint-Maixme-Hauterive      | 349       | 28170       | 28351      |
| Saint-Sauveur-Marville      | 755       | 28170       | 28360      |
| Serazereux                  | 436       | 28170       | 28374      |
| Thimert-Gâtelles            | 929       | 28170       | 28386      |
| Tremblay-les-Villages       | 1816      | 28170       | 28393      |

## Bevölkerungsentwicklung
| 1962 | 1968 | 1975 | 1982 | 1990 | 1999 |
| ---- | ---- | ---- | ---- | ---- | ---- |
| 5975 | 6761 | 6885 | 7489 | 8366 | 9194 |